# 西日本鉄道新宮自動車営業所

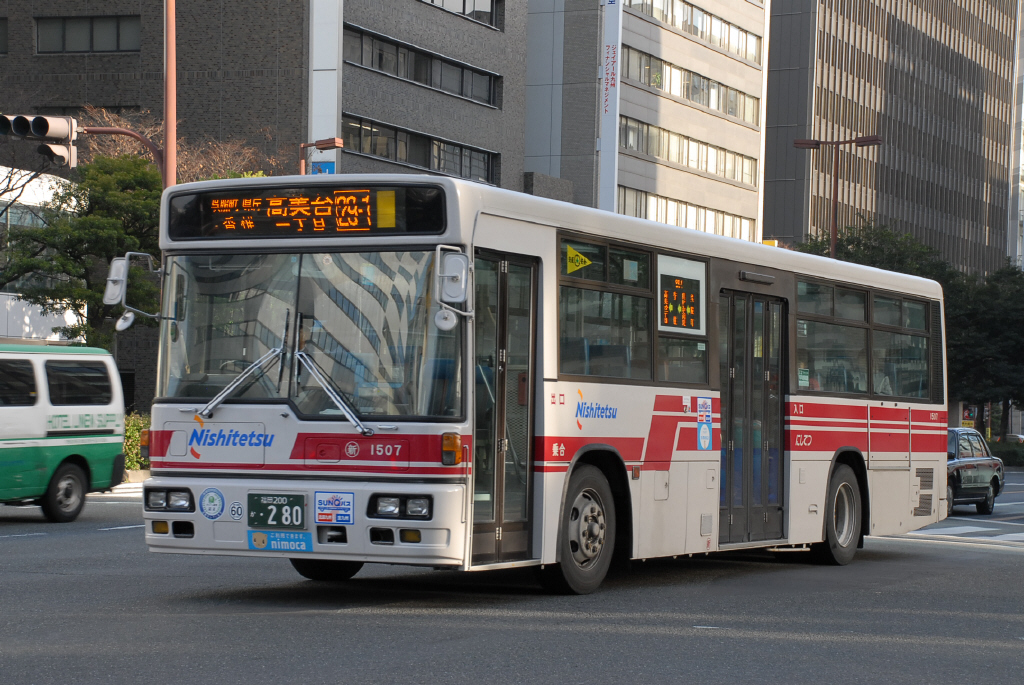
29-1　路線車　1507

新宮自動車営業所（しんぐうじどうしゃえいぎょうしょ）は、かつて西日本鉄道のバス営業所の一つで、主に福岡市都心部と東区の香椎・和白地区を結ぶ路線を担当していた営業所である。営業所表記は○新。2017年3月31日までは同じ敷地内に西鉄バス宗像の新宮支社が併設されていた。

## 所在地
福岡県糟屋郡新宮町緑ヶ浜三丁目4番1号
- 最寄バス停：新宮・緑ヶ浜

## 沿革
- 1981年11月4日 福岡市東区和白5丁目1番47号に和白自動車営業所を開設。
- 1985年9月1日 和白自動車営業所香椎浜営業区（現・西日本鉄道香椎浜自動車営業所）を開設。
- 2000年2月12日 マンション建設に伴い和白営業所を現在地に移転し、新宮自動車営業所とする。
- 2019年3月15日　組織改編により、香椎浜自動車営業所と統合しアイランドシティ自動車営業所設置[1]。新宮営業所廃止[2]。

## 担当路線
- 2018年3月17日現在の路線（太字は終点・始発停留所）

### 新宮（急行）福岡線
- 急行：新宮・緑ヶ浜 - 新宮中央駅東口・IKEA前 - 大蔵 - 高美台一丁目 - 平山 - 九州産業大学南口 - （香椎東RP - 都市高速 - 呉服町RP） - 蔵本 - 天神→法務局前→大濠公園
- 急行：新宮・緑ヶ浜→新宮中央駅東口・IKEA前→大蔵→高美台一丁目→平山→九州産業大学南口→（香椎東RP → 都市高速 → 天神北RP）→天神→蔵本→（以降新宮中央駅、緑ヶ浜まで呉服町ランプ経由便と同一経路）→新宮中央駅東口・IKEA前→新宮・緑ヶ浜
- 26A/急行：大濠公園→天神→蔵本→（呉服町RP → 都市高速 → 香椎RP）→福岡女子大前→和白→福工大前駅入口→福祉センター前→新宮中央駅東口・IKEA前→大蔵→高美台一丁目→平山→九州産業大学南口→（香椎東RP → 都市高速 → 呉服町RP）→蔵本→天神

天神地区と高美台・大蔵・新宮地区を都市高速・国道3号経由で結ぶ路線。方向幕は都心・郊外向けに関わらず黒（■）。急行を名乗っているが、福岡市都心部の天神四丁目・博多五町以外は経路上の各停留所に停車する。天神行きは天神中央郵便局前終点であり、天神三丁目は大濠公園発着のみ停車する。
2012年3月17日のダイヤ改正で、新宮中央駅付近にIKEA福岡新宮店がオープンするのに伴い、新宮中央駅東口・IKEA前を経由するようになった。平日朝のうち、2本は和白経由（行先番号26A）で運行し、福祉センター前から急行天神行きへ連続運転する。大濠公園発着は平日朝のみ運行。朝と夕方以降は新宮・緑ヶ浜発着で日中は基本新宮中央駅東口・IKEA前発着となる。2016年6月18日の改正で、平日日中発着分が新宮・緑ヶ浜発着のループ運行から天神発着のループ運行へと変更され、下深町〜新宮・緑ヶ浜間を通らなくなった。大濠公園発のループ運行は、平日朝1本のみである。2017年3月25日の改正で土曜・休日も大半が新宮中央駅東口・IKEA前発着となり、天神発着のループもしくは区間便となった。さらにIKEA福岡新宮店横のカインズ福岡新宮店オープンに伴う渋滞回避のため、天神方面に限りルート変更され、沖田を通過するようになった。2018年3月17日の改正では天神北ランプ経由の運行が早朝・夜間のみに縮小し、大多数が呉服町ランプ経由となった。
新宮・緑ヶ浜発着のループ運行は往路のみ天神北ランプ経由、天神発着のループ運行は呉服町ランプを経由する。2018年3月現在、このループは平日5本・土休日8本運行。

### 志賀島線
志賀島・海の中道と香椎地区・天神を結ぶ路線。方向幕は天神方面が黒（■）で、雁の巣・志賀島方面は黄色幕（■）。
雁の巣レクリエーションセンターは2006年9月から21番と21Aの天神行き、210番の奈多方面行きは通過していたが、2012年3月のダイヤ改正で再び両方向停車するようになった。
雁の巣レクリエーションセンターバス停については複数のバス停が設けられており、21番と21Aの天神行き、210・220番の新宮・緑ヶ浜行きは雁の巣レクリエーションセンターのロータリー内バス停、志賀島小学校前行きの21番と21A、大岳行きの21Bは海ノ中道方面の道路上のバス停、21B・210・220番・直行の天神行きはアイランドシティ方面の道路上のバス停に停車する。
一時期は21番の設定がなくなり、21Aのみの運行で、香椎を経由しない時期があったが、のちに21番が再設定されている。21番は23番とは違い、石城町を経由する。
- 21：志賀島小学校前 - 西戸崎駅前 - マリンワールド海の中道 - 雁の巣レクリエーションセンター - 奈多 - 和白 - 香椎 - 名島 - 石城町 - 蔵本 - 天神

一般道、香椎・石城町経由。
一部時間帯を除き毎時1本の運行。早朝・夜のみ雁の巣レクリエーションセンター発着（2012年3月16日まで天神行きは雁の巣駅前始発）がある。2015年3月21日のダイヤ改正から、21Aへの差し替えが進んでいる。2016年6月18日改正で、天神行きのみ千鳥橋バス停を通過するようになった。
1983年ごろまでは天神バスセンター発着便が存在し、その他今川橋（後に西公園、天神まで短縮）発着便もあった。また、早朝の天神 - 香椎 - 和白 - 養護学校（現・特別支援学校前）の便が「急行」として運行されていた。和白営業所時代は大岳・国民休暇村・勝馬発着もあった。
- 21A：志賀島小学校前 - 西戸崎駅前 - マリンワールド海の中道 - 雁の巣レクリエーションセンター - 奈多 - 和白 - 福岡女子大前 - （香椎RP - 都市高速 - 呉服町RP） - 蔵本 - 天神

都市高速香椎ランプ経由。
日中は毎時3本の運行が基本で、一部の時間帯を除いてその内の1本は210番とのループ運行である（後述）。平日朝の一部は直行からループする。雁の巣レクリエーションセンター発着が大半だが、平日に数往復・土曜・休日に1往復、志賀島小学校前発着が運行される。2012年3月16日まで21番と同様、雁の巣レクリエーションセンター発着の天神行きは雁の巣駅前始発だった。
- 210：新宮・緑ヶ浜 - 福工大前駅入口 - 美和台入口 - 西鉄三苫駅 - 奈多 - 雁の巣レクリエーションセンター - ベジフルスタジアム前 - アイランドシティ - 留学生会館前 - （香椎浜RP - 都市高速 - 呉服町RP） - 蔵本 - 天神
- 21A/210：天神 - （21Aと同一経路） - 和白 - 奈多 - 雁の巣レクリエーションセンター - ベジフルスタジアム前 - アイランドシティ - 留学生会館前 - （香椎浜RP - 都市高速 - 呉服町RP） - 蔵本 - 天神
- 直行：新宮・緑ヶ浜→福工大前駅入口→美和台入口→西鉄三苫駅→奈多→雁の巣レクリエーションセンター→ベジフルスタジアム前→アイランドシティ→留学生会館前→（香椎浜RP → 都市高速 → 天神北RP）→天神→（21A・210番へループ運行）

都市高速香椎浜ランプ、アイランドシティ経由。21Aと同様、香椎を経由しない。
新宮・緑ヶ浜系統は朝に天神行き、夕方以降に新宮・緑ヶ浜行きを運行。平日朝のみ天神北ランプ経由の直行便があり、天神から210番・21A雁の巣レクリエーションセンター行きへ直通する。新設当初は西鉄三苫駅発着だったが、のちに美和台入口への延伸を経て新宮・緑ヶ浜まで延伸されるが、新宮営業所閉所に伴い再び西鉄三苫駅発着へ戻ることとなる。2011年7月16日のダイヤ改正からは天神行きの一部と新宮・緑ヶ浜行きのうち天神を20時以降に出発する便が220番へ置き換えられた。21Aとのループ運行は毎時1本が基本で、一部時間帯では2本となる。210番は雁の巣レクリエーションセンターで、21Aは和白で行先番号が切り替わる。2009年3月の改正までは循環系統、新宮・緑ヶ浜系統ともに平日のみの運行だった。雁の巣レクリエーションセンター行きは2013年3月16日のダイヤ改正から設定し、現在は平日の朝と午前中・昼過ぎに運行する。うち朝1本は直行からのループ運行。
- 220：新宮・緑ヶ浜 - 福工大前駅入口 - 美和台入口 - 西鉄三苫駅 - 奈多 - 雁の巣レクリエーションセンター - ベジフルスタジアム前 - アイランドシティ - 留学生会館前 - 香椎浜南公園前 - 城浜団地 - （名島RP - 都市高速 - 呉服町RP） - 蔵本 - 天神

都市高速名島ランプ、香椎浜南公園前経由。
一部の210番を置き換える形で2011年7月16日のダイヤ改正で登場した。平日朝に天神行き、夜20時以降に新宮・緑ヶ浜行きを運行。2015年10月1日改正でのアイランドシティ照葉始発系統の設定、さらに2016年2月12日改正でのアイランドシティ地区の増便などもあり、新宮・緑ヶ浜発は210番への振替が進んでいる。1本は照葉小中学校前始発である。
- 22N直行：天神→蔵本→（呉服町RP → 都市高速 → 名島RP）→名島運動公園前→留学生会館前→照葉ガーデンスクエア入口→こども病院→アイランドシティ照葉（全停留所記載）

香椎浜〜天神線の応援運用。基本は香椎浜営業所と金武営業所の担当だが、平日朝のみ新宮営業所の応援運用があり、天神からアイランドシティ照葉向けへの直行系統を担当している。折り返し照葉小中学校前始発の220番で天神へと戻る。

### 香椎線
天神・香椎地区と高美台・美和台・新宮地区を結ぶ路線。石堂大橋経由。方向幕は天神方面が黒（■）で、香椎・和白方面は黄色幕（■）。23番のうち高美台一丁目、大蔵、西鉄三苫駅、新宮・緑ヶ浜発着が香椎線に含まれており、下原・香椎花園発着は香椎浜営業所が下原～天神線として運行する。天神行きは天神三丁目到着後、那の津口駐車場または西公園駐車場まで回送される。本数が多い天神から和白では1時間に3-5本が運転される。平日には志賀島線・新宮(急行)福岡線それぞれの応援運用がある。
- 23：高美台一丁目 - 和白 - 香椎 - 千早 - 名島 - 貝塚 - 石堂大橋 - 蔵本 - 天神 - 法務局前- 大濠公園
- 23：大蔵 - 和白 - 香椎 - 千早 - 名島 - 貝塚 - 石堂大橋 - 蔵本 - 天神 - 法務局前- 大濠公園
- 23：西鉄三苫駅 - 和白 - 香椎 - 千早 - 名島 - 貝塚 - 石堂大橋 - 蔵本 - 天神 - 法務局前- 大濠公園

23番の全系統が香椎を通る。朝・夜時間帯以外の大半の便は新宮・緑ヶ浜系統を除いて大濠公園発着である。高美台一丁目行きはLED幕には「高美台一丁目」と表記するが、車内放送では「高美台行き」と省略される。方向幕時代は「高美台」のみの表記であった。
- 26/23：新宮・緑ヶ浜 - 福工大前駅入口 - 和白 - 香椎 - 千早 - 名島 - 貝塚 - 石堂大橋 - 蔵本 - 天神
- 26A：津屋崎 - 宮地嶽神社前 - 福間小入口 - 花見 - 古賀 - 新宮・緑ヶ浜 - 福工大前駅入口 - 和白 - 福岡女子大前 - （香椎RP - 都市高速 - 呉服町RP） - 蔵本 - 天神

福岡市外に出る系統（福工大前から新宮方面へ直進）は26番・26Aとして運行している。ただし天神行きは23番である。ほかにも赤間営業所・光陽台六丁目発着があるがそれらの系統は西鉄バス宗像・本社により運行されている。2016年6月18日の改正から、新宮・緑ヶ浜発着系統が26番の一部を置き換え、平日日中にも運行されるようになった。土曜・休日に新宮・緑ヶ浜発着の臨時便が運行されることがある。なお、これらの系統に大濠公園発着はない。
- 無番：新宮・緑ヶ浜→福工大前駅入口→美和台入口→西鉄三苫駅

現在は西鉄三苫駅行き数本のみ出庫便として運転。西鉄三苫駅発は土曜・休日午後2時台の1本のみ設定されていたが、2017年3月25日のダイヤ改正で廃止される。
- 23B：天神→蔵本→（呉服町RP → 都市高速 → 香椎浜RP）→留学生会館前→香椎浜営業所→香椎→下原

天神と下原を結ぶ路線。香椎浜営業所の路線であるが平日朝1本だけ新宮が受け持っており、下原到着後は高美台一丁目まで回送され23番大濠公園行きとなる。
2014年3月31日までは新宮営業所も下原～天神線を受け持っていたが、2016年6月18日から間合いではあるが再び担当が入った。

### アイランド海の中道線
海の中道への速達便として天神から都市高速・アイランドシティ・マリンワールド海の中道を経由して大岳を結ぶ路線である。通常は香椎浜による単独運行となっているが、海ノ中道海浜公園にあるサンシャインプールの営業時期はサンシャインプール直行便も運転されてダイヤが変わるため新宮・土井・宇美・吉塚の各営業所も担当するほか、マリンワールド海の中道のリニューアルオープンに伴い2017年4月15日から5月28日まで（後に7月9日まで延長）の土日祝日に運行される臨時増発分は新宮が受け持っていた。
- 臨時：サンシャインプール - マリンワールド海の中道 - (ノンストップ・アイランドシティ経由) - （都市高速） - 蔵本 - 天神

毎年7月中旬 - 9月下旬頃までサンシャインプールの営業時期に併せて運行される。通常は香椎浜ランプを利用するが、香椎浜ランプ混雑時は名島ランプを、アイランドシティ地区混雑時は香椎ランプを利用する場合がある。土曜・休日のみ運行するが、毎年8月中には平日も運行する。海ノ中道海浜公園に乗り入れるのはこの系統のみ。香椎浜営業所・土井営業所・宇美営業所・吉塚営業所と共同運行。

### 津屋崎〜新宮線
- 5：西鉄新宮駅前 - 新宮・緑ヶ浜 - 花見 - 福間駅前 - 宮地嶽神社前 - 宮司団地 - 福津市文化会館前 - 津屋崎千軒 - 津屋崎橋

方向幕は西鉄新宮駅前行きのみ黒（■）で、その他はピンク（■）。西鉄宮地岳線一部区間の廃止に伴い、代替として2007年4月1日に運行開始された。運行開始当初は日中のみ古賀駅前に乗り入れていたが、2009年4月1日のダイヤ改正に伴い、古賀駅前乗り入れは廃止された。2014年3月15日より津屋崎橋と福間駅前までの区間便が新設された。この区間便は福間駅前到着後すぐ津屋崎橋行きとして折り返す。運行開始から西鉄バス宗像の自社路線として運行されていたが、2016年6月18日改正で西鉄本体へと移管され、新宮営業所の担当路線となった。新宮営業所移管後は一部運用に中型車が使用されていたが、2017年4月以降は薦野線・志賀島島内線が西鉄直営に移管された関係で使用されなくなった。
- 1-1：光陽台六丁目 - 福間駅前 - 宮司団地 - 津屋崎千軒 - 津屋崎橋
- 1-2：光陽台六丁目→福間駅前→東町→津屋崎千軒→津屋崎橋

方向幕はピンク（■）。西鉄バス宗像本社が担当する、津屋崎〜鐘崎線の一部系統の間合い運行。平日朝のみ担当し、1-1番は津屋崎橋・光陽台六丁目行き各1本、1-2番は津屋崎橋行き1本のみ担当する。

### 志賀島内線

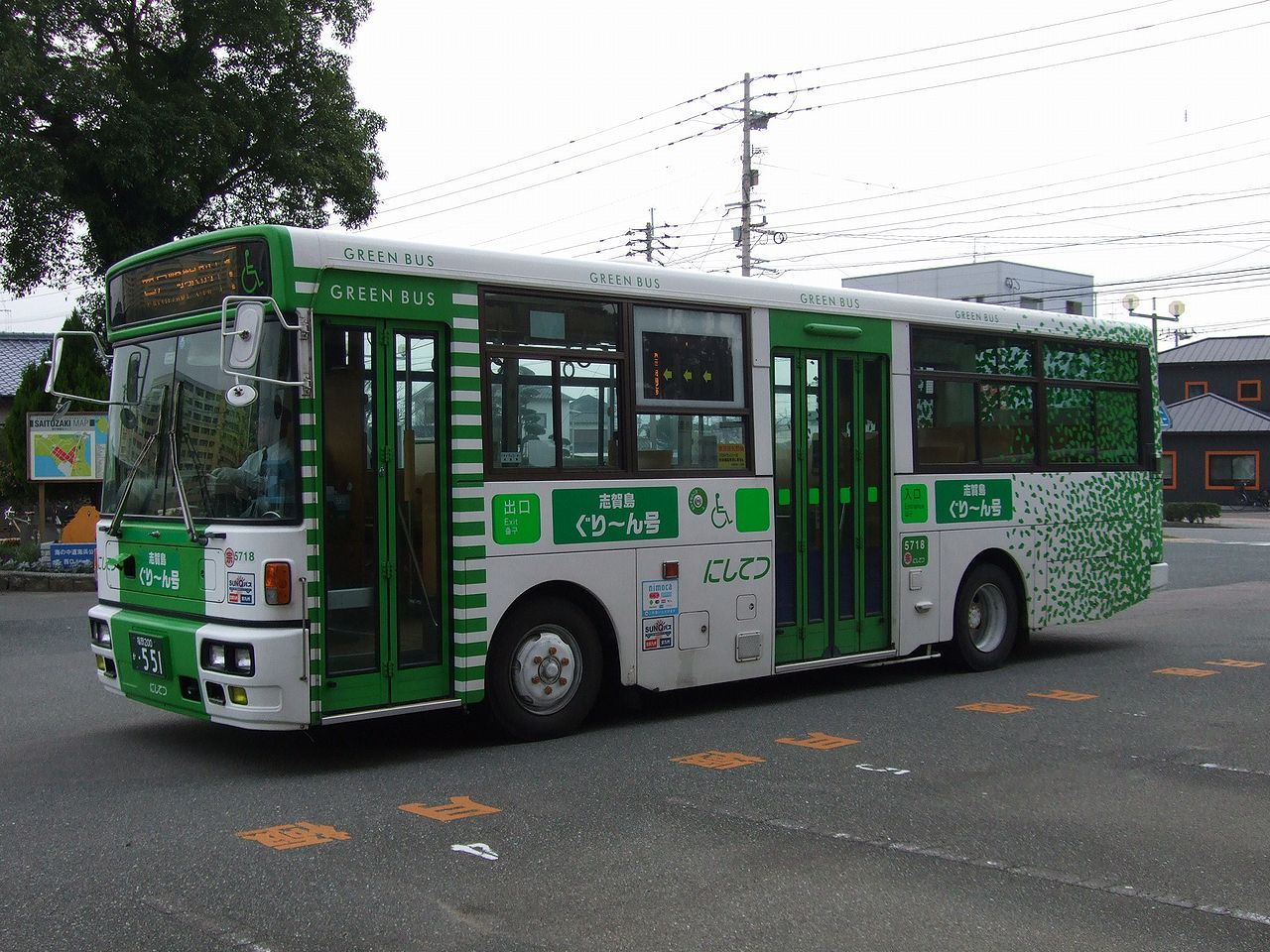
志賀島ぐりーん

西戸崎駅を起点に、志賀島橋を渡り、島内の西側の県道志賀島循環線を経由して島北端の勝馬地区に至る路線。
1996年5月1日のダイヤ改正で運行開始された。それ以前は天神と志賀島を結ぶ21番が勝馬まで直通していたが、このダイヤ改正により21番は天神 - 志賀島小学校前間に短縮され、系統分離された。運行開始当初は和白営業所が担当し、和白営業所（現在の和白五丁目）まで運転されていた。和白営業所廃止後は新宮営業所の担当となり、乗務員は大岳車庫での現地出退勤となっていた。
2008年11月1日に福岡市による補助対象である廃止路線代替交通となったことにより、西鉄バス宗像新宮車庫（現在新宮支社に昇格）に移管されるとともにダイヤ改正が行われて大幅に減便され、それまでの1時間に1本程度の運行から、平日は1-2時間に1本、土日祝日は2時間に1本程度の運行となった。また、平日には大岳発着便が設定された。その後2017年3月に新宮自動車営業所に移管され、9年ぶりに直営化された。
2015年3月21日のダイヤ改正で西戸崎駅前のロータリーが起終点となり、香椎線との乗り換えの利便性向上が図られた。
中型ワンステップ車が限定で使用される。2015年4月1日からは、もと福岡シティループバス「ぐりーん」専用車の5718号を転用し、愛称「志賀島ぐりーん」として志賀島内線の専用車として使用していたが、2018年に運行終了。
- 1：西戸崎駅前 - 大岳 - 志賀島 - 志賀島小学校前 - 勝馬

### 薦野線
主に古賀市内を運行する路線。2017年3月に志賀島島内路線と共に新宮自動車営業所に移管された。「薦野」が難読である為か、方向幕には平仮名で「こもの」と表記される。
- 1：薦野（こもの） - 米多比（ねたび） - 薬王寺 - 辻ケ鼻 - 青柳四角 - 花鶴ケ丘三丁目 - 日吉一丁目 - 古賀駅前→（3番へと直通）

古賀ローカルの代表路線。舞の里行きは平日の夕方1本のみである。青柳・花鶴ケ丘三丁目経由。時刻表には「国立病院」と表示になっているがこれは福岡東医療センターのこと。
- 2：薦野 - 米多比 - 筵内（むしろうち） - 太郎丸 - 市役所前 - 日吉一丁目 - 古賀駅前 - （3番へと直通）
- 2-1：薦野 - 米多比 - 筵内 - 太郎丸 - サンコスモ古賀 - 市役所前 - 日吉一丁目 - 古賀駅前

1番と違って古賀市役所・莚内を経由する。2番と2-1番はサンコスモ古賀経由であるかの相違点がある。いずれも本数は少ない。舞の里行きは平日の朝1本のみ。
- 3：舞の里 - 玄界高校前 - 古賀北中学校前 - 福岡東医療センター正門前 - 花見 - 古賀北 - 古賀駅前 - （2番へと直通）
- 3：舞の里←玄界高校前←古賀北中学校前←福岡東医療センター正門前←花見←古賀北←古賀駅前←（1番からの直通）

本数はあまりない。時刻表には「国立病院」と表示になっているがこれは福岡東医療センターのこと。薦野行きは平日の夕方一本のみ。系統番号変更前は福岡東医療センター発着があった。
- 6：舞の里 - 玄界高校前 - 古賀北中学校前 - 福岡東医療センター正門前 - 古賀団地前 - 古賀駅東口 - 市役所北 - ししぶ駅東口 - 岳越山入口 - 青柳 - 八反田 - グリーンパーク古賀

2013年4月に新設された系統。今までは古賀駅東口までだったが、一部の便が舞の里まで延長された。大半は古賀駅東口で折り返す。古賀駅東口行きの一部は古賀サニー前・中川経由で古賀駅前まで回送されて古賀駅前発の路線に入る。
- 7：薦野 - 米多比 - 薬王寺 - 辻ケ鼻 - 川原 - サンコスモ古賀 - 古賀市役所 - 古賀駅東口

グリーンパーク線の開設にあわせて古賀市役所・サンコスモ古賀経由の路線が平日のみに設定された。古賀駅に関しては東口から発車する。1番とは薦野 - 川原までは同じルートである。
西鉄バス宗像古賀支社時代に担当していた薦野線は3桁の行先番号で割り当てていた路線があった。

## 過去の路線

### 新宮（香椎浜）天神線
2011年1月17日から12月31日までの期間限定（当初は3月31日までだったが、好評のため期間を3ヵ月おきに延長している）。ワンステップ車が使用される。26Aと違って香椎浜ランプを経由する。新宮・和白地区からイオン香椎浜ショッピングセンター（現・イオンモール香椎浜）へのアクセスとして設定された。当初は香椎浜営業所と共管だったが、2月26日のダイヤ改正で29番が板付七丁目まで延伸されて運用が増加したため新宮の単独となった。その後2012年3月で廃止になった。
- ■■ 26B
  - 大濠公園 - 天神 - 中洲 - 蔵本 - （呉服町）都市高速（香椎浜） - 留学生会館前 - 御幸町 - 香椎 - 女子大前 - 唐の原 - 和白 - 和白丘 - 福工大前 - 福工大前駅入口 - 新宮・緑ヶ浜
  - （26B新宮・緑ヶ浜行きに直通）←蔵本←中洲←天神←（天神北）都市高速（香椎浜）←留学生会館前←御幸町←香椎←女子大前←唐の原←和白←福工大前←福工大前駅入口←新宮・緑ヶ浜

毎時1本程度運行。朝の2本と新宮・緑ヶ浜行きの3本目は天神発着となる以外大濠公園発着。そのうち朝2本の天神行きは直行と同様天神北ランプを経由し、天神からはそのまま新宮・緑ヶ浜行きとなる。

### 香椎浜～博多駅線
香椎浜地区・高美台地区と博多バスターミナルを国道3号・県庁経由で結んでいた路線群。2010年3月27日に新宮担当は1乗番(高美台一丁目発着便(29-1)は1往復だけとなった)だけとなり、2010年10月16日のダイヤ改正で新宮担当便は無くなった。
なおこれにより、新宮営業所だけが西鉄本体の営業所の中で博多駅に乗り入れる定期路線が全くなくなった。
- ■■ 29
  - 博多バスターミナル - 祇園町 - 呉服町 - 千代町 - 県庁前 - 警察本部前・九大病院入口 - 箱崎 - 箱崎浜 - 貝塚 - 名島 - 千早公園前 - 城浜団地 - 香椎浜海岸通り - 留学生会館前 - 香椎浜営業所 - 御幸町 - 香椎 - 西鉄香椎
  - 博多バスターミナル - 祇園町 - 呉服町 - 千代町 - 県庁前 - 警察本部前・九大病院入口 - 箱崎 - 箱崎浜 - 貝塚 - 名島 - 千早公園前 - 城浜団地 - 香椎浜海岸通り - 留学生会館前 - アイランドシティ中央公園前 - 照葉小中学校前

香椎浜地区発着。29Nと異なり、香椎浜海岸通り経由のみだった。2010年3月27日から2010年10月15日まで担当していた（出入は29-1で実施）。
- ■■ 29-1
  - 博多バスターミナル - 祇園町 - 呉服町 - 千代町 - 県庁前 - 警察本部前・九大病院入口 - 箱崎 - 箱崎浜 - 貝塚 - 名島 - 御幸町 - 香椎 - 女子大前 - 唐の原 - 和白 - 上和白 - 高美台一丁目

高美台地区発着。2008年3月15日改正までは29番だった。
- ■■ 快速 （快速区間：博多駅 - ふ頭一丁目。番号変更については後述）
  - 博多バスターミナル - 吉塚駅前 - 箱崎駅西口 - ふ頭一丁目 - リサイクルプラザ前 - 名島 - 千早公園前 - 城浜団地 - 香椎浜南公園前 - 留学生会館前 - 香椎浜営業所　※博多バスターミナル - ふ頭一丁目間は全停留所掲載

香椎浜地区発着、箱崎ふ頭経由。2010年3月27日改正で新設された。博多駅 - 吉塚駅前間は過去に運行されていた41番吉塚営業所系統（雑餉隈営業所を参照）のルートで運行。
香椎浜営業所の香椎浜行きはふ頭一丁目から行先表示が22-1番に変わるが、新宮営業所担当便は行先表示を変更しない（後に行先表示を変更するようになった）。時刻表では両営業所ともに番号変更が行われている。

### 城浜団地 - 大蔵線
香椎浜地区と大蔵を香椎浜海岸通・香椎・下原経由で結んでいた路線。イオン香椎浜ショッピングセンターとトライアル新宮店へのアクセスとして設定された。2010年6月26日から9月26日までの予定で土曜・休日のみ運転されていたが、乗客数が予想を下回ったためか、運行期間を短縮し、8月29日で運行を終了した。
- ■■ 無番
  - 城浜団地 - 香椎浜海岸通り - 留学生会館前 - 香椎浜営業所 - 御幸町 - 香椎 - 西鉄香椎駅前 - 下原 - 平山 - 高美台一丁目 - 高美台二丁目 -大蔵

### 美和台コミュニティバス
- 新町ルート
  - マルショク三苫店前 - 西鉄三苫駅 - 美和台四丁目 - 老人いこいの家入口 - 北公園 - 美和台新町第一 - 美和台新町集会所 - 美和台六丁目第一 - 美和台新町第二 - 美和台一丁目 - 美和台入口 - 【福工大前駅入口→JR福工大前駅】 - 福工大前 - （←地域交流広場←和白台二丁目集会所←福岡和白レディースクリニック←） - 福岡和白病院
- 美和台公民館ルート
  - マルショク三苫店前 - 西鉄三苫駅 - 美和台小学校 - 美和台二丁目集会所 - 美和台南入口 - 美和台一丁目集会所入口 - 美和台二丁目 - 美和台一丁目 - 美和台入口 - 【福工大前駅入口→JR福工大前駅】 - 福工大前 - （←地域交流広場←和白台二丁目集会所←福岡和白レディースクリニック←） - 福岡和白病院
- 美和台外周ルート
  - マルショク三苫店前 - 西鉄三苫駅 - 美和台小学校 - 美和台二丁目集会所 - 美和台南入口 - 和白丘中学校入口 - 美和台一丁目東公園 - 美和台一丁目 - 美和台入口 - 【福工大前駅入口→JR福工大前駅】 - 福工大前 - （←地域交流広場←和白台二丁目集会所←福岡和白レディースクリニック←） - 福岡和白病院

各ルートとも、【　】内の区間はマルショク三苫店前・西鉄三苫駅発、福岡和白病院発とも同一順序。また（　）内は福岡和白病院発のみ経由。
地元住民団体と福岡市及び西鉄による社会実験として2012年2月29日から2012年5月26日まで運行され、その後2013年4月1日から6月28日まで運行され、9月30日まで延長された。
運賃は200円均一。一回目の社会実験ではグランドパスなどの各種フリー定期券は使用できなかったが、二回目の社会実験では使用可能だった。三菱ふそう・ローザでの運行である。

### 下原～天神線
香椎浜営業所と共同運行。2004年春のダイヤ改正より新宮も担当していた（和白時代にも1990年代まで担当していた）。和白線の23番とは全く関係はない。
以前は下原より先、古賀駅・こもの・立花口まで運行する22番（現在のものとは無関係）が存在した。のちに和白営業所・西鉄香椎駅前発着の時期を経て2番となり、2009年4月に廃止されている。2014年4月1日ダイヤ改正から新宮営業所運行分が香椎浜営業所に移管され、再び香椎浜営業所の単独運行になっている。
- ■■ 23
  - 大濠公園 - 荒戸一丁目 - 大手門三丁目 - 法務局前 - 舞鶴一丁目 - 天神 - 中洲 - 蔵本 - 石堂大橋 - 千鳥橋 - 箱崎浜 - 貝塚 - 名島 - 御幸町 - 香椎 - 西鉄香椎駅前 - 香椎小学校前 - オークタウン入口 - グリーンタウン入口 - 下原

日中は平日・土曜日2本、日祝日は1本程度運行。天神発着は早朝・深夜のみ。
- 大濠公園 - 荒戸一丁目 - 大手門三丁目 - 法務局前 - 舞鶴一丁目 - 天神 - 中洲 - 蔵本 - 石堂大橋 - 千鳥橋 - 箱崎浜 - 貝塚 - 名島 - 御幸町 - 香椎 - 福岡女子大前 - 香住ヶ丘一丁目 - 香住ヶ丘三丁目 - 香椎花園（→牧の鼻公園前→香住ヶ丘四丁目→／←香住ヶ丘四丁目←牧の鼻公園前←）香椎花園

毎時1本程度運行。天神発着は早朝・深夜のみ。香椎花園 - 牧の鼻公園前 - 香椎花園間は上下とも同じ方向に循環する。牧の鼻公園前経由は天神方面行きを昼まで、香椎花園方面行きを昼以降に運行。
- ■■ 23B
  - 大濠公園 - 荒戸一丁目 - 大手門三丁目 - 法務局前 - 舞鶴一丁目 - 天神 - 中洲 - 蔵本 - （呉服町）都市高速（香椎浜） - 留学生会館前 - 香椎浜営業所 - 御幸町 - 香椎 - 西鉄香椎駅前 - オークタウン入口 - グリーンタウン入口 - 下原

都市高速香椎浜ランプ経由。天神発着はなく、全便が下原 - 大濠公園間の運行である。毎時2本程度運行。
- ■■ 23-2 
  - 天神 - 中洲 - 蔵本 - 石堂大橋 - 千鳥橋 - 箱崎浜 - 貝塚 - みなと公園前 - 香椎パークポート

平日・土曜日のみの運行。朝に香椎パークポート行き、夕方に天神行きを運行。
- ■■ 無番
  - 城浜団地 - 香椎浜海岸通り - 留学生会館前 - 香椎浜営業所 - 御幸町 - 香椎 - 西鉄香椎駅前 - 下原

朝に下原行き、平日夕方に城浜団地行きを運行。香椎浜営業所への出入便だが、新宮も23-2番の前後で担当する便がある。以前は城浜団地行きも1本目を担当していたが、2011年2月26日のダイヤ改正で再度担当するようになり（城浜団地行きの2本目）、城浜団地到着後は3号線経由で下原へ回送されて23B大濠公園行きとなる。

### 香椎線
- ■ 23 美和台循環
  - 香椎浜営業所 - 御幸町 - 香椎 - 福岡女子大前 - 唐の原 - 和白 - 福工大前 - 美和台入口 - 西鉄三苫駅 - 美和台新町入口 - 美和台東公園 -  西鉄三苫駅

2015年10月1日改正から1年間の試行運行を開始した。平日のみの運行。その後、2017年3月末まで半年間試行運行期間が延長されるも、2017年3月24日運行終了。美和台地区の道路が狭いため中型車が使用された。
- ■ 無番
  - 新宮・緑ヶ浜→福工大前駅入口→和白丘→上和白→高美台一丁目

土曜・休日の早朝のみの運転。高美台一丁目発新宮・緑ヶ浜行きは2010年6月のダイヤ改正で廃止されたが、2017年3月25日の改正で高美台一丁目行きも廃止された。
- ★ 深夜
  - 天神高速バスターミナル前→天神中央郵便局前→蔵本→（都市高速）→城浜団地→香椎浜南公園前→留学生会館前→香椎浜営業所→香椎→西鉄香椎駅前→下原→平山→高美台一丁目→大蔵→夜臼→新宮・緑ヶ浜

新宮・緑ヶ浜行きの深夜バスは独自の経路を持っており、まず天神中央郵便局前 - 留学生会館前間は22N（香椎浜南公園経由）の経路を辿り、香椎浜営業所 - 下原は23Bの経路、下原から国道3号バイパスに入り平山に停車し、以降新宮急行の経路で運行していた。ただし、新宮中央駅東口は経由しなかった。220番開設前は新宮営業所の路線で唯一の名島ランプ使用路線であった。2018年3月17日のダイヤ改正での最終便繰り上げ・深夜バス運行中止に伴い、この系統も廃止になった。

### 新宮線（和白急行）
- ■□ 230
  - 天神－中洲－蔵本－（呉服町）都市高速（香椎浜）－留学生会館－香椎浜（営）－香椎－平山－高美台－大蔵－八重洲団地口－西鉄三苫駅－和白営業所

開設当初は和白急行という路線名だった。福岡都市高速の開通を機に出来た路線で、急行ラインの入った専用バスがあった。一時期は赤間急行のトップドア車が転属されてこの路線と23番でも運用されていた。和白営業所から新宮営業所に移り、新宮急行が開設されて廃止となった。

## 車両
路線車
- 大型車
  - ツーステップ車は、西日本車体工業（西工）ボディのいすゞ車と三菱ふそう車が在籍していたが、2012年3月までに廃車、または他の営業所へ転出しており在籍していない。
  - ワンステップ車は、西工ボディのUDトラックス（旧・日産ディーゼル工業）車、純正ボディのいすゞ・エルガと日野・ブルーリボンⅡ、三菱ふそう・エアロスターが在籍している。
  - ノンステップ車は、2014年12月以降に配置されており，純正ボディのエアロスターとエルガが在籍している。またバックモニターが搭載されている。
- 中型車
  - ノンステップ車は純正ボディのいすゞ・エルガミオが、ワンステップ車は純正ボディのいすゞ・エルガと西工ボディの日産ディーゼル・RM型が配置されている。
  - 2015年9月に23番美和台循環系統の運行開始にあわせて、いすゞ・エルガミオが配置された。ノンステップ車2台が新製配置され、予備車としてワンステップ車1台が愛宕浜営業所から転入している。美和台循環系統の廃止後は、薦野線、志賀島島内線の運行に使用されている。
- 小型車
  - 美和台コミュニティバスの運行用に三菱ふそう・ローザが配置されていたが、コミュニティバス終了後他の営業所へ転出しており在籍していない。
- 貸切車
  - スクールバス用として三菱ふそうの西工S型高速車が1台配置されている。また、営業所近隣の送迎用として大型車の日産ディーゼル工業の西工C-Ⅱが1台配置されている。